# Panelinios Gimnastikos Silogos
Panelinios Gimnastikos Silogos je športsko društvo iz Grčke. Osnovano je 1891. godine.
Imao je gimnastičarsku momčad, koja je sudjelovala na OI 1896. u Ateni.
Klupski čelnik je bio Sotirios Atanasopulos. Članovi su bili i Nikolaos Andriakopulos, Petros Persakis, Tomas Ksenakis te 29 ostalih.
Momčad se plasirala kao druga, od triju momčadi , osvojivši srebrno odličje (retroaktivno dodijeljeno od strane MOK-a, budući prve suvremene Olimpijske igre su odudarale od formata: zlato, srebro, bronca, primijenjenog kasnije.
Klub ima i košarkaški odjel, koji je bio višestrukim grčkim prvakom (1939., 1940., 1953., 1955., 1957.), a 2000-ih igra u grčkoj 1. ligi.

## Vanjske poveznice
- http://www.panellinios-ac.gr/  Arhivirana inačica izvorne stranice od 15. rujna 2008. (Wayback Machine) Službene klupske stranice